# Mons (huyện)
Huyện Mons (tiếng Pháp: Arrondissement de Mons; tiếng Hà Lan: Arrondissement Bergen) là một trong bảy huyện hành chính ở tỉnh Hainaut, Bỉ.
Huyện này vừa là huyện hành chính và huyện tư pháp. Tuy nhiên, huyện tư pháp Mons cũng bao gồm tất các đô thị của huyện Soignies trừ (Lessines), cũng như các đô thị Brugelette en Chièvres của huyện Ath.

## Các đô thị
Huyện hành chính Mons bao gồm các đô thị sau:
- Boussu
- Colfontaine
- Dour
- Frameries
- Hensies
- Honnelles
- Jurbise
- Lens
- Mons
- Quaregnon
- Quévy
- Quiévrain
- Saint-Ghislain